# Sium sulcatum
Sium sulcatum är en flockblommig växtart som beskrevs av Christiaan Hendrik Persoon. Sium sulcatum ingår i släktet vattenmärken, och familjen flockblommiga växter. Inga underarter finns listade i Catalogue of Life.